# Nagrzewanie oporowe
Nagrzewanie oporowe - metoda ogrzewania, w której ciepło jest wytwarzane w wyniku przepływu prądu elektrycznego. Ciało przez które przepływa prąd nagrzewa się i oddaje ciepło do otoczenia.
Wyróżnia się następujące metody ogrzewania oporowego:
- bezpośrednie, w których ciepło powstaje we wnętrzu wsadu odgrywającego rolę opornika,
- pośrednie, w których ciepło wywiązuje się w elemencie grzejnym niebędącym częścią wsadu.

## Zasada działania
Nagrzewanie oporowe działa zgodnie z prawem Joule'a. Podczas przepływu prądu elektrycznego przez ciało wydziela się energia cieplna. Wydzielona energia cieplna zależy od czasu grzania, rezystancji drutu oporowego. Zależność tę można wyrazić wzorem
{\displaystyle Q=Pt=UIt=RI^{2}t={\frac {U^{2}}{R}}t}
gdzie:
{\displaystyle Q} – ilość wydzielonego ciepła,
{\displaystyle P} – moc elektryczna,
{\displaystyle I} – natężenie prądu elektrycznego,
{\displaystyle U} – napięcie elektryczne,
{\displaystyle R} – opór elektryczny przewodnika,
{\displaystyle t} – czas przepływu prądu.

## Zastosowanie
Metoda ogrzewania oporowego jest stosowana w przemysłowych urządzeniach grzejnych takich jak piece rezystancyjne czy nagrzewnice. Ponadto stosowana jest w urządzeniach grzejnych powszechnego użytku wyposażonych w grzałki elektryczne np. czajniki elektryczne, pralki, zmywarki.
Metoda ogrzewania oporowego jest stosowana w przemyśle spożywczym. Polega na przepływie prądu elektrycznego przez artykuły spożywcze, powodując ich sterylizację przed pakowaniem. Energia elektryczna zostaje zamieniona w energię cieplną w całej objętości produktu spożywczego, a nie tylko na jego powierzchni. Dzięki temu metodę zastosowano do nagrzewania żywności z kawałkami mięsa lub owoców. Jest alternatywna do metody sterylizacji żywności w puszkach.